# Erik Nilsson (socialdemokrat)
Erik Magnus Nilsson, född 12 mars 1965 i Danderyd, är en svensk ämbetsman och socialdemokratisk politiker. Han var 2014–2016 statssekreterare på Arbetsmarknadsdepartementet och 2016–2021 på Utbildningsdepartementet.

## Biografi
Åren 1987–1988 var Nilsson ordförande för Stockholms Universitets Studentkår. Han var politiskt sakkunnig på Utbildningsdepartementet 1988–1989, biträdande borgarrådssekreterare 1989–1991, chef för Statens ungdomsråd 1991–1994 och stabschef på Skolverket 1994. Därefter tjänstgjorde han under flera år i Stockholms stadshus där han bland annat var kanslichef vid Finansroteln, omvärldsanalytiker vid Stadsledningskontoret och ordförande i Norrmalms stadsdelsnämnd (1996–1998). Han blev ledamot av Stockholms kommunfullmäktige efter valet 1998, och var talesperson i integrations- och demokratifrågor till 2000 och oppositionsborgarråd med ansvar för skola och kultur 2000–2002. Efter valet 2002 utsågs han till skol- och kulturborgarråd i Stockholms stad. Han lämnade detta uppdrag 2006 för att tillträda en tjänst vid Lärarhögskolan i Stockholm. 2008 utsågs han till chef för barn- och utbildningsförvaltningen i Botkyrka kommun. 
Han var chef för utvecklingsavdelningen på Skolverket 2013–2014 och blev efter regeringsskiftet 2014 anställd som statssekreterare vid Arbetsmarknadsdepartementet. I oktober 2015 fick han uppgiften att stödja samordningen på politisk nivå i Regeringskansliet med anledning av flyktingkrisen. 2016 utsågs han till statssekreterare på Utbildningsdepartementet hos statsrådet Anna Ekström, vilket han var till 2021. 
Efter två kortare uppdrag som interimistisk chef för utbildningsförvaltningarna i Solna och Danderyds kommuner tillträdde Nilsson som utbildningsdirektör i Jönköpings kommun i mars 2024.

## Böcker
Efter perioden som statssekreterare publicerade Nilsson två böcker:
- Svensk skola, ett riggat maratonlopp (Lilith förlag 2022). Om ojämlikhetens mekanismer i skolsystemet.
- Det var någonting med fjärilar (Atlas förlag 2022). Reflektioner om demokrati och styrning.